# 시사쇼 정치다
《시사쇼 정치다》는 TV조선에서 매주 월요일부터 금요일까지 오후 5시 20분, 매주 토요일과 일요일에는 오후 5시 40분에 방송 중인 시사 뉴스 프로그램이다.

## 앵커
- 김보건 (평일)
- 이상목 (주말)

## 타이틀 변천사
| 기수 | 프로그램 타이틀                      | 방송 기간                          |
| ---- | ------------------------------------ | ---------------------------------- |
| 1기  | 정두언, 김유정의 이것이 정치다       | 2016년 5월 23일 ~ 10월 23일        |
| 2기  | 전원책의 이것이 정치다               | 2016년 10월 24일 ~ 2017년 6월 25일 |
| 3기  | 최병묵의 이것이 정치다→이것이 정치다 | 2017년 6월 26일 ~ 2017년 11월 5일  |
| 4기  | 시사쇼 이것이 정치다                 | 2017년 11월 6일 ~ 2023년 7월 30일  |
| 5기  | 박정훈의 정치다                      | 2023년 7월 31일 ~ 12월 31일        |
| 6기  | 시사쇼 이것이 정치다                 | 2024년 1월 1일 ~ 1월 23일          |
| 7기  | 시사쇼 정치다                        | 2024년 1월 24일 ~ 현재             |

## 경쟁 프로그램
- 이가혁 라이브 (JTBC)
- MBN 뉴스와이드 (MBN)
- 채널A 뉴스 TOP 10 (채널A)